# Koijärvi (sjö i Finland)
Koijärvi är en sjö i Finland. Den ligger i kommunen Jämsä i landskapet Mellersta Finland, i den södra delen av landet, 210 km norr om huvudstaden Helsingfors. Koijärvi ligger 100 meter över havet. Arean är 93,9 hektar och strandlinjen är 6,36 kilometer lång. Sjön  ingår i Kymmene älvs huvudavrinningsområde.   Den ligger vid sjön Iso Rautavesi. I omgivningarna runt Koijärvi växer i huvudsak blandskog.